# يافث
يافِثُ (بالعبريَّة: יָפֶת) هو الابن الثالث للنبي نوح وزوجته واغلة، وهو أبو القوميات والأجناس الأوروبية. وتقول التوراة أن نوح أقتطع له المناطق الشمالية التي تلي البحر الأسود. الأغلبية من المؤرخين يعتبرون يافث أصغر أبناء نوح وهنالك بعض التراجم مثل نسخة التوراة المعروفة بنسخة الملك جايمس الخامس والنسابين العرب تعتبره أكبر إخوته الآخرين.

## نسبه
هو يافث بن نوح بن لامك بن متوشلخ بن إدریس بن يرد بن مھلائیل بن قینان بن أنوش بن شیث بن آدم أبي البشر.
امه هي: واغلة أو نعمة بنت لامك بن متوشائيل بن مهويائيل بن عيراد بن خنوخ بن قابيل بن آدم أبي البشر.

## في الإسلام
وإن أجمع المسلمون أن الطوفان عم جميع البلاد، قال ابن كثير في البداية والنهاية: 

«أجمع أهل الأديان الناقلون عن رسل الرحمن مع ما تواتر عند الناس في سائر الأزمان على وقوع الطوفان وأنه عم جميع البلاد ولم يبق الله أحدا من كفرة العباد استجابة لدعوة نبيه المؤيد المعصوم وتنفيذا لما سبق في القدر المحتوم.»

فإن الروايات في الإسلام على قولين:
- قوم قالوا أن كل الناس اليوم من ذرية النبي نوح:

عن قتادة، في قوله: ﴿وَجَعَلْنَا ذُرِّيَّتَهُ هُمُ الْبَاقِينَ ۝٧٧﴾ [الصافات:77] قال: فالناس كلهم من ذرية نوح.
عن ابن عباس في قوله تعالى: ﴿وَجَعَلْنَا ذُرِّيَّتَهُ هُمُ الْبَاقِينَ ۝٧٧﴾ [الصافات:77] يقول: لم يبق إلا ذرية نوح.
ومع هذا فالروايات التي تصنف الناس إلى ساميين وحاميين ويافثيين لم تصل درجة الصحة
- وقال قوم:[5] كان لغير ولد نوح أيضا نسل؛ بدليل قوله: ﴿ذُرِّيَّةَ مَنْ حَمَلْنَا مَعَ نُوحٍ إِنَّهُ كَانَ عَبْدًا شَكُورًا ۝٣﴾ [الإسراء:3]. وقوله: "﴿قِيلَ يَا نُوحُ اهْبِطْ بِسَلَامٍ مِنَّا وَبَرَكَاتٍ عَلَيْكَ وَعَلَى أُمَمٍ مِمَّنْ مَعَكَ وَأُمَمٌ سَنُمَتِّعُهُمْ ثُمَّ يَمَسُّهُمْ مِنَّا عَذَابٌ أَلِيمٌ ۝٤٨﴾ [هود:48] فعلى هذا معنى الآية: ﴿وَجَعَلْنَا ذُرِّيَّتَهُ هُمُ الْبَاقِينَ ۝٧٧﴾ [الصافات:77] دون ذرية من كفر أنا أغرقنا أولئك، ومعنى الآية ﴿وَجَعَلْنَا ذُرِّيَّتَهُ هُمُ الْبَاقِينَ ۝٧٧﴾ [الصافات:77] قال القرطبي[6]

## أبنائه
اختلف النسابون بعدد أبناء يافث. فابن إسحاق عددهم بستة: كومر (ويقال عومر)، وياوان (ويقال يافان وهو يونان)، وماغوغ (ماجوج) وطوبال (ويروى قطوبال) ووماشح (ويروى كاشح) وطبراش. والبهيقي زادهم علجان. وأضافت التوراة ماذاي (أو ماداي) وفي كلام ابن سعيد ولد تاسع سماه سويل فأصبحوا تسعة.
وهذا امر مشكوك به.

## سلالته
- عومر أو كومر هو أصل الأرمن ,الكيمريين والسكيثيين وأهل الويلز والإيرلنديون والألمان والأتراك والهن والفرنج
- مأجوج هو أصل الالسكيثيين والسلافيين والمغول والهنغاريون والإيرلنديون والفنلنديون
- ياوان ويقال «يافان» أو «يونان» وهو أصل الإغريق.
- طوبال هو أصل الطبال والجورجيين والإيطاليين والإيبيريين وألباسكيون.
- وطبراش هو أصل التراقيون والقوطيين واللوطيين والتوتونيون
- وماشح هو أصل الفربغيان والإليرايين والروس والقوقاز الأيبريين.
- مداي هو أصل الهندو-إيرانيين والميتانيين والأكراد وألمانيون الميديون والطاجيك والطاليش والزاس والسنغيساريس والتاتي.[7]

وذكر في سفر ياشر من كتب المدراش اليهودي (المنشور في القرن السابع عشر الميلادي) أسماء أحفاد يافث وتفاصيل أنسابهم.